# Хэ Цютао
Хэ Цюта́о (кит. трад. 何秋濤, упр. 何秋涛, пиньинь Hé Qiūtāo, 1824—1862), второе имя Юаньчуа́нь (кит. 原船) — китайский чиновник и ученый времён империи Цин.

## Биография
Смолоду мог подать совет в сложной ситуации, обладал большими талантами. В 25-м году эры правления под девизом «Даогуан» (1845) стал цзиньши, был за заслуги назначен на важный пост в Синбу (Ведомство наказаний), усердно работал над историческими материалами разного характера о русско-китайских отношениях, стремясь «руками варваров усмирять варваров». Особенно углубленно он изучал историю формирования северной границы (с Россией), что было связано с обострением русско-китайских отношений в 1850-е годы, пересмотром Нерчинского договора (1689) и подписанием Айгуньского (1858), Тяньцзиньского (1858) и Пекинского договоров (1860), приведших к значительным территориальным изменениям в Приморье и Приамурье в пользу России.

## Сочинения
В 9-м году эры правления под девизом Сяньфэн (1859) написал «Шофан бэйчэн» насчитывающую 80 цзюань — первую в Китае работу по русско-китайским отношениям в Новое Время. В 10-м году эры правления под девизом Сяньфэн (1860) был удостоен высочайшей аудиенции, во время которой его труд получил высочайшее наименование «Шофан бэйчэн» (朔方备乘).

## Историческая ценность «Шофан бэйчэн»
Созданный на основе устаревшей методологии и ограниченной источниковой базы, этот труд не представляет собой значительной научной ценности в настоящее время — например, в рамках своего исследования, действуя по методу совпадения ряда формальных признаков, Хэ Цютао объявил центральноазиатское племя усунь предками русских (светлые волосы и глаза, расположение на запад от Китая), а описывая столкновения казаков Е. П. Хабарова и Онуфрия Степанова Кузнеца с Цинами в бассейне Амура в 1650-х годах, прямо отрицал участие корейских войск в этих событиях. Прилагаемые к изданному в 1860 году «Шофан бэйчэн» карты не имеют никакой исторической ценности, так как выполнены грубо, схематично и лишь в очень общих чертах передают процессы разграничения, происходившие на северо-восточных границах империи Цин.
В настоящее время, в связи с тем, что стали доступны иные, более качественные источники по проблеме формирования русско-китайской границы (в том числе значительное количество первоисточников), сочинение Хэ Цютао не рассматривается синологами как актуальная научная работа и лишь изредка используется в качестве тематической подборки документов периода Цин до середины XIX века по данному вопросу. Однако еще В. С. Мясников отмечал, что многие важные документы были отредактированы Хэ Цютао для придания им нужного политического звучания.

## Дальнейшая судьба
В начальный год эры правления под девизом Тунчжи (1861) занимал пост главы «Академии Лотосового пруда» (莲池书院) в Баодине, где обзавелся друзьями и много читал, расширяя свои познания. Умер в 39 лет.

## Интересные факты
- Вариант перевода заглавия основного труда Хэ Цютао, предложенный В. С. Мясниковым, звучит как «Готовьте колесницы на страну полунощную»).
- В издании «Шофан бэйчэн», хранящемся в Синологической библиотеке ИДВ РАН (Москва), на картах, изображающих Курильские острова, указано, что они «находятся в совместном управлении России и Японии».
- На картах изображены не только Приамурье, Приморье, Сахалин и Курильские острова, но схематически представлены и такие отдаленные от Китая территории, как Камчатка и Чукотка.